# تو أيز (فرقة)
تو أيز (هانغل: 투아이즈) وتكتب 2 Eyes، هي فرقة فتيات كي بوب من كوريا الجنوبية أسستها وكالة Sidus HQ الرائدة في مجال إدارة المواهب في كوريا الجنوبية. جاء ظهورهم لأول مرة في عام 2013 كمجموعة تضم خمسة أعضاء متألفة من لي هيانغ سوك (Lee-hyang Suk)، هاي رين (Hye-rin)، لي دا سوم (Lee Da-som)، كيم يون جون (Kim Yeon-jun)، جيونغ دا ايون (Jeong Da-eun). بعد رحيل كيم يون جون، استمرت المجموعة حاليا بأربعة أعضاء فقط.

## أعمال فنية

### ألبومات
| عنوان                        | تفاصيل الألبوم                                                                                 | الترتيب        | المبيعات (DL)  |
| عنوان                        | تفاصيل الألبوم                                                                                 | كوريا الجنوبية | المبيعات (DL)  |
| ---------------------------- | ---------------------------------------------------------------------------------------------- | -------------- | -------------- |
| Don't Mess With Me (까불지마 | - الإصدار: 21 يونيو 2013 - شركة الإنتاج: SidusHQ، لوين إنترتينمنت - نوع: سي دي، التحميل الرقمي | —              | —              |
| Shooting Star                | - الإصدار: 8 أكتوبر 2013 - شركة الإنتاج: SidusHQ، لوين إنترتينمنت - نوع: سي دي، التحميل الرقمي | 90             | - KOR: 26,647+ |
| Pippi                        | - الإصدار: 26 غشت 2015 - شركة الإنتاج: SidusHQ، لوين إنترتينمنت - نوع: سي دي، التحميل الرقمي   | —              | —              |